# V-리그 포스트시즌 2009
다음은 NH농협 2008~2009 V-리그의 포스트시즌에 대한 내용이다.
플레이오프에서는 정규리그 2위·3위 팀이 3경기를 치러 2경기를 먼저 이기는 팀이 챔피언 결정전에 진출하고, 챔피언 결정전에서는 정규리그 우승 팀과 플레이오프 승리팀이 5경기를 치러 3경기를 먼저 이기는 팀이 챔피언 결정전 우승 트로피의 주인공이 된다.

## 남자부

### 플레이오프
| 경기                                      | 날짜            | 홈 팀    | 득점  | 어웨이 팀 | 장소               |
| ----------------------------------------- | --------------- | -------- | ----- | --------- | ------------------ |
| 1차전                                     | 2009년 3월 27일 | 삼성화재 | 3 - 2 | 대한항공  | 대전충무체육관     |
| 2차전                                     | 2009년 3월 29일 | 대한항공 | 1 - 3 | 삼성화재  | 인천도원시립체육관 |
| 대전 삼성화재 블루팡스 챔피언 결정전 진출 |                 |          |       |           |                    |

- 1차전 : 삼성화재의 승리

플레이오프 1차전은 삼성화재의 홈구장 대전충무체육관에서 열렸다. 1세트부터 서로 앞서거니 뒤서거니 하면서 접전을 벌였지만 대한항공의 요슬레이데르 칼라가 정규시즌 7차전 이후 완전히 달라진 모습을 보이면서 1세트를 25-22로 따내는 데 기여하였다. 2세트 때에도 중반 이후 양팀이 범실을 남발하면서 접전을 벌였으나 삼성화재가 24-23 상황에서 외국인 주포 안젤코가 마무리하며 2세트를 가져왔다. 3세트에서도 양팀은 초반부터 접전을 벌였으나 중반 이후 대한항공의 범실과 안젤코의 연속되는 공격, 마지막에는 손재홍의 행운의 서브 에이스로 3세트를 가져왔다. 4세트에서도 삼성화재가 초반 앞서가다 연속되는 범실로 1점차의 접전이 계속되었으나 칼라와 김학민, 강동진이 살아나며 맹활약을 펼친 대한항공이 4세트를 가져갔다. 마지막 5세트에서 양팀은 물고 물리는 접전을 벌였지만 안젤코의 공격이 살아나고, 마지막 매치 포인트에서 김학민의 범실로 귀중한 1승을 챙겼다. 이날 경기에서 삼성화재의 주포 안젤코는 트리플 크라운을 기록하며 분전하였다.
- 2차전 : 삼성화재 창단 후 13번째 결승 진출

플레이오프 1차전은 대한항공의 홈구장 인천도원시립체육관에서 열렸다. 1세트부터 접전이 펼쳐졌다. 1세트 후반 4점 차로 리드당하고 있던 대한항공은 디그에 이은 오픈 공격 득점, 김학민의 안젤코를 막는 블로킹 득점으로 듀스를 만들었다. 하지만 듀스 상황에서 공격 범실 2개가 나오며 대한항공은 1세트를 28-26으로 삼성화재에게 내주었다. 2세트에도 7점 차로 뒤져 있던 대한항공은 신영수가 블로킹 득점 3점을 기록하며 2점 차까지 따라 붙었지만, 세트 포인트로 몰려 있던 상황에서 서브 범실을 기록하며 2세트마저 삼성화재가 가져갔다. 그러나 세트 스코어 2-0으로 지고 있던 대한항공은 3세트를 따내며 불씨를 살렸다. 승부를 가른 4세트에서는 지고 있던 대한항공이 연속 블로킹 득점을 기록하며 21-20으로 역전까지 성공했지만, 삼성화재의 신선호가 세트 후반 홀로 블로킹 득점 2점과 속공 득점 2점을 책임지며 경기를 끝냈다. 이로써 챔피언 결정전은 다시 삼성화재와 현대캐피탈의 맞대결로 결정되었고, 삼성화재는 팀 창단 이후 13년 연속으로 결승전에 진출하였다.

### 챔피언 결정전
| 경기                        | 날짜            | 홈 팀      | 득점  | 어웨이 팀  | 장소             |
| --------------------------- | --------------- | ---------- | ----- | ---------- | ---------------- |
| 1차전                       | 2009년 4월 5일  | 현대캐피탈 | 0 - 3 | 삼성화재   | 천안유관순체육관 |
| 2차전                       | 2009년 4월 7일  | 현대캐피탈 | 3 - 1 | 삼성화재   | 천안유관순체육관 |
| 3차전                       | 2009년 4월 10일 | 삼성화재   | 3 - 1 | 현대캐피탈 | 대전충무체육관   |
| 4차전                       | 2009년 4월 12일 | 삼성화재   | 3 - 2 | 현대캐피탈 | 대전충무체육관   |
| 대전 삼성화재 블루팡스 우승 |                 |            |       |            |                  |

## 여자부

### 플레이오프
여자부 플레이오프의 주인공은 정규리그 2위팀 대전 KT&G 아리엘즈와 3위팀 천안 흥국생명 핑크스파이더스였다. 두 팀 간 정규리그 7번의 맞대결에서는 KT&G가 5승 2패로 상당한 우위에 서 있었다.
| 경기                                            | 날짜            | 홈 팀    | 득점  | 어웨이 팀 | 장소             |
| ----------------------------------------------- | --------------- | -------- | ----- | --------- | ---------------- |
| 1차전                                           | 2009년 3월 26일 | KT&G     | 2 - 3 | 흥국생명  | 대전충무체육관   |
| 2차전                                           | 2009년 3월 28일 | 흥국생명 | 3 - 1 | KT&G      | 천안유관순체육관 |
| 천안 흥국생명 핑크스파이더스 챔피언 결정전 진출 |                 |          |       |           |                  |

- 1차전 : 흥국생명의 극적인 역전승

플레이오프 1차전은 KT&G의 홈구장 대전충무체육관에서 열렸다. 1세트부터 KT&G의 세터 김사니는 안정적인 서브 리시브를 바탕으로 주 공격수 나지 마리안이 아닌 센터 김세영을 중심으로 경기를 운영해 나갔고 여기에 흥국생명이 범실을 남발하며 KT&G가 1세트를 비교적 쉽게 따냈다. 2세트에서도 흥국생명은 많은 범실을 범했고 세트 포인트로 몰려 있는 상황에서도 공격 범실을 기록하며 2세트도 KT&G에게 내줬다. 그러나 3세트가 시작하자 흥국생명은 화려한 공격력을 바탕으로 초반부터 기선을 제압해 나갔고, 반면에 KT&G는 공격수들의 결정 능력이 떨어지며 3세트를 흥국생명에게 내주고 말았다. 이러한 흐름은 4세트까지 이어졌고, 흥국생명은 세트 스코어 0대 2로 지고 있던 경기를 원점으로 돌렸다. 세트 스코어 2대 2로 대치된 5세트에서는 흥국생명의 주 공격수 김연경이 활약하며 6득점을 따냈고, KT&G는 중요한 순간에 공격 범실과 서브 리시브 실패가 이어지며 플레이오프 1차전의 승리는 흥국생명에게 돌아갔다. 이 날 경기에서 김연경은 홀로 40점을 따내며 시즌 최고 득점을 기록했다.
- 2차전 : 흥국생명, 4년 연속 챔피언 결정전 진출

플레이오프 2차전은 흥국생명의 홈구장 천안유관순체육관에서 펼쳐졌다. 전날 다 이긴 경기를 놓친 KT&G는 위축된 모습을 않았는데, 나지 마리안이 활발한 공격을 펼치며 1세트를 비교적 쉽게 9점 차로 따냈다. 그러나 KT&G는 15-13으로 앞서고 있던 2세트에 흥국생명에게 연속득점을 내주며 승기를 빼앗겼고, 3세트에는 전체 선수가 공격 득점 5점 만을 기록하며 25-13으로 허망하게 흥국생명에게 세트를 내주었다. 4세트에 기세가 오른 흥국생명은 심판 판정에 항의하던 박삼용 감독이 세트 퇴장을 당하며 흔들리기 시작한 KT&G를 더욱 압박했고, KT&G는 리시브 불안으로 4세트 마지막 24·25득점째를 흥국생명에게 내주며 2차전의 승리도 흥국생명이 차지했다. 흥국생명의 카리나는 공격 성공률 50%대를 기록하는 활약을 보여주었고, 세터 이효희도 고비 때마다 2단 공격을 성공시키며 주관방송사 KBS N에서 선정한 수훈 선수가 되었다. 이로써 플레이오프 1차전 승리팀이 챔피언 결정전에 진출한다는 징크스는 다섯 시즌째 깨지지 않았고, KT&G는 2007~2008 시즌에 이어 2년 연속으로 플레이오프에서 정규 리그 3위팀에게 무릎을 꿇고 말았다.

### 챔피언 결정전
| 경기                              | 날짜            | 홈 팀    | 득점  | 어웨이 팀 | 장소               |
| --------------------------------- | --------------- | -------- | ----- | --------- | ------------------ |
| 1차전                             | 2009년 4월 4일  | GS칼텍스 | 3 - 0 | 흥국생명  | 인천도원시립체육관 |
| 2차전                             | 2009년 4월 6일  | GS칼텍스 | 2 - 3 | 흥국생명  | 인천도원시립체육관 |
| 3차전                             | 2009년 4월 9일  | 흥국생명 | 3 - 1 | GS칼텍스  | 천안유관순체육관   |
| 4차전                             | 2009년 4월 11일 | 흥국생명 | 3 - 1 | GS칼텍스  | 천안유관순체육관   |
| 천안 흥국생명 핑크스파이더스 우승 |                 |          |       |           |                    |